# The new sound of the Venezuelan gozadera
The New Sound of the Venezuelan Gozadera es el segundo álbum de la banda venezolana Los Amigos Invisibles, fue lanzado al mercado el 24 de marzo de 1998. Se conocieron los vídeos Sexy, Ponerte en cuatro y El disco anal.

## Lista de canciones
1. Güelcome
2. Ultra-funk
3. Mi linda
4. Sexy
5. Las lycras del Ávila
6. Groupie
7. Otra vez
8. Cachete a cachete
9. Balada de Chusy
10. Asomacho
11. Ponerte en cuatro
12. Mango cool
13. Nerio compra contestadora
14. Quiero desintegrar a tu novio
15. El disco anal
16. No me pagan
17. Cha-Chaborro
18. Aldemaro en su camaro
19. The new sound of the Venezuelan gozadera

- Datos: Q6145615